# T. J. Lowther
T.J. Lowther est un acteur américain né le 17 mai 1986 à Salt Lake City. 

## Biographie
Il est principalement connu pour avoir joué au côté de Kevin Costner dans le film de Clint Eastwood Un monde parfait (A Perfect World). Il y joue le jeune Philip, un garçon de huit ans élevé par une mère témoin de Jéhovah et enlevé par un évadé de prison.
Malgré quelques autres films dans les années 1990, sa carrière ne décolle pas vraiment. Il apparaît toutefois dans Grey's Anatomy, dans le rôle du Dr Hank McKee (épisode 2 de la saison 6).
Il est diplômé de l'université de Californie.